# Koprivștița
Koprivștița (în bulgară Копривщица) este un oraș în partea de nord-vest a Bulgariei. Aparține de obștina Koprivștița, regiunea Sofia.

## Demografie
Componența etnică a orașului Koprivștița
     Romi (1,82%)
     Bulgari (94,73%)
     Nicio identificare (3,15%)
     Altele (0,45%)
La recensământul din 2011, populația orașului Koprivștița era de 2.410 locuitori. Din punct de vedere etnic, majoritatea locuitorilor (94,73%) erau bulgari, cu o minoritate de romi (1,82%). Pentru 3,15% din locuitori nu este cunoscută apartenența etnică.

## Personalități născute aici
- Liuben Karavelov (c. 1834 - 1879), scriitor, militant.